# 莫希利亞內 (利維夫州)
50°0′12″N 24°6′9″E / 50.00333°N 24.10250°E
莫吉利亞尼（烏克蘭語：Могиляни），是烏克蘭西部的村莊，隸屬利維夫州的利維夫區。該村始建於1399年，面積0.72平方公里，2001年人口201，人口密度每平方公里280.73人。